# 橐離国
橐離国（たくりこく、朝鮮語: 고리국）は、夫余の建国者である東明王が誕生した国である。橐離国は、夫余の北に位置するとされる。
内藤湖南は、橐離国は、松花江支流に居住していたダウール族が朝鮮化したことであると指摘しているが、記録が少なく推測にすぎない。

## 国名表記
橐離国は史料により様々に表記される。
なお、夫余建国者の東明王の最も古い記録は、王充の『論衡』である。
- 『論衡』巻二・吉験篇では、「橐離国」（たくりこく）とある。
- 『三国志』巻三〇・魏書三〇・烏丸鮮卑東夷・夫餘所引『魏略』では、「槀離之国」（こうりこく）とある。
- 『後漢書』巻八五・東夷七五・夫餘、『北史』巻九四・列伝八二・百済では、「索離国」とある。

## 建国説話
『三国志』巻三〇・魏書三〇・烏丸鮮卑東夷・夫餘所引『魏略』には以下の記述がある。
白鳥庫吉によれば、ここに登場する橐離・索離はツングース語で「黒」の意義で、施掩・掩淲はツングース語アムールの對音で大河の意義であり、そして索離は、黒水部で松花江が黒龍江と合流するところを中心としていた国で、河は黒龍江を指したものに相違ない、とする。干志耿（ハルビン師範大学）は、夫余の位置を吉林省農安県にあてた上で、その北側として、嫩江下流と松花江中流以北の地、すなわち松嫩平原に橐離の住地があったとみて、黒竜江省肇源県の白金宝文化や、それが代表する文化類型が橐離の文化であるとする。

## 解慕漱と橐離国（ダウール族）との関係
紀元前239年、解慕漱は熊心山において兵を起し、翌年に古列加王を追い出し、北夫余を建国した。解慕漱は藁離国人であるといい、『北史』の索離国、『魏略』の橐離国を指す。「槀離国人」とあるから、夫余人ではない。夫余（熊心山）に来て、夫余王を追い出し、北夫余の王になった。「解慕漱は密かに須臾（番朝鮮）と約束をして」とあるが、番朝鮮は箕子朝鮮の後裔であり、紀元前284年に燕に追われて医巫閭山へ逃げてきた殷である。

## 百済と橐離国（ダウール族）との関係
『北史』には百済王は「索離国より出る」とある。
『三国史記』は、百済は前漢成帝の鴻嘉三年（紀元前18年）にはじまり、百済王は北夫余から来て王になったというが、北夫余は索離国や槀離国のこととみられる。また『三国史記』は、北夫余と記しているが、索離国や槀離国は夫余ではない。中国史料は「至夫餘而王」「王夫餘之地」と記しており、他国から夫余の地へ来て王になったと記録している。